# Lucia d'Este
Lucia d'Este (Ferrara, 2 marzo 1419 – 28 giugno 1437) era figlia di Niccolò III d'Este, marchese di Ferrara, e della seconda moglie Parisina Malatesta.

## Biografia
Aveva una sorella gemella, Ginevra, morta nel 1440 e un fratello minore, morto a pochi mesi.
La madre Parisina, accusata di infedeltà con Ugo d'Este, fratellastro di Lucia, venne dal marito condannata a morte insieme all'amante quando Lucia aveva sei anni. Niccolò si risposò cinque anni dopo con Ricciarda di Saluzzo. 
Il Ritratto di principessa di Pisanello esposto al museo del Louvre può darsi appartenga a Lucia, a Ginevra o a Margherita Gonzaga.

## Discendenza
Lucia sposò il condottiero Carlo Gonzaga dei signori di Mantova. Il matrimonio, avvenuto nel 1437, sancì l'alleanza dei Gonzaga con gli Estensi. Pochi mesi dopo, il 28 giugno, Lucia morì senza lasciare eredi.
Il secondo matrimonio di Carlo avvenne nel 1445 con Ringarda Manfredi, figlia di Guidantonio Manfredi, signore di Faenza.

## Ascendenza
|                    |                      |                         | Genitori             |  |  | Nonni |  |  | Bisnonni          |  |  | Trisnonni              |  |
|                    |                      |                         |                      |  |  |       |  |  | Obizzo III d'Este |  |  | Aldobrandino II d'Este |  |
|                    |                      |                         |                      |  |  |       |  |  | Obizzo III d'Este |  |  | Aldobrandino II d'Este |  |
|                    |                      | Alda Rangoni            |                      |  |  |       |  |  | Obizzo III d'Este |  |  |                        |  |
| Alberto V d'Este   |                      |                         |                      |  |  |       |  |  | Obizzo III d'Este |  |  |                        |  |
|                    |                      | Lippa Ariosti           | Iacopo Ariosti       |  |  |       |  |  |                   |  |  |                        |  |
|                    |                      | Lippa Ariosti           | Iacopo Ariosti       |  |  |       |  |  |                   |  |  |                        |  |
|                    |                      | Lippa Ariosti           | …                    |  |  |       |  |  |                   |  |  |                        |  |
| Niccolò III d'Este |                      | Lippa Ariosti           |                      |  |  |       |  |  |                   |  |  |                        |  |
|                    |                      | Alberto Albaresani      | …                    |  |  |       |  |  |                   |  |  |                        |  |
|                    |                      | Alberto Albaresani      | …                    |  |  |       |  |  |                   |  |  |                        |  |
|                    |                      | Alberto Albaresani      | …                    |  |  |       |  |  |                   |  |  |                        |  |
| Isotta Albaresani  |                      | Alberto Albaresani      |                      |  |  |       |  |  |                   |  |  |                        |  |
|                    |                      | ...                     | …                    |  |  |       |  |  |                   |  |  |                        |  |
|                    |                      | ...                     | …                    |  |  |       |  |  |                   |  |  |                        |  |
|                    |                      | ...                     | …                    |  |  |       |  |  |                   |  |  |                        |  |
| Lucia d'Este       |                      | ...                     |                      |  |  |       |  |  |                   |  |  |                        |  |
|                    | Galeotto I Malatesta | Pandolfo I Malatesta    |                      |  |  |       |  |  |                   |  |  |                        |  |
|                    | Galeotto I Malatesta | Pandolfo I Malatesta    |                      |  |  |       |  |  |                   |  |  |                        |  |
|                    | Galeotto I Malatesta | Taddea da Rimini        |                      |  |  |       |  |  |                   |  |  |                        |  |
| Andrea Malatesta   | Galeotto I Malatesta |                         |                      |  |  |       |  |  |                   |  |  |                        |  |
|                    |                      | Gentile da Varano       | Rodolfo II da Varano |  |  |       |  |  |                   |  |  |                        |  |
|                    |                      | Gentile da Varano       | Rodolfo II da Varano |  |  |       |  |  |                   |  |  |                        |  |
|                    |                      | Gentile da Varano       | …                    |  |  |       |  |  |                   |  |  |                        |  |
| Parisina Malatesta |                      | Gentile da Varano       |                      |  |  |       |  |  |                   |  |  |                        |  |
|                    |                      | Francesco III Ordelaffi | Pino I Ordelaffi     |  |  |       |  |  |                   |  |  |                        |  |
|                    |                      | Francesco III Ordelaffi | Pino I Ordelaffi     |  |  |       |  |  |                   |  |  |                        |  |
|                    |                      | Francesco III Ordelaffi | …                    |  |  |       |  |  |                   |  |  |                        |  |
| Lucrezia Ordelaffi |                      | Francesco III Ordelaffi |                      |  |  |       |  |  |                   |  |  |                        |  |
|                    |                      | Caterina Gonzaga        | Guido II Gonzaga     |  |  |       |  |  |                   |  |  |                        |  |
|                    |                      | Caterina Gonzaga        | Guido II Gonzaga     |  |  |       |  |  |                   |  |  |                        |  |
|                    |                      | Caterina Gonzaga        | …                    |  |  |       |  |  |                   |  |  |                        |  |
|                    |                      | Caterina Gonzaga        |                      |  |  |       |  |  |                   |  |  |                        |  |